# Federação de Futsal do Pará
La Federação de Futsal do Pará (conosciuta con l'acronimo di FEFUSPA) è un organismo brasiliano che amministra il calcio a 5 nella versione FIFA per lo stato di Pará.
Fondata il 5 aprile 1988, la FEFUSPA ha sede nel capoluogo Belém ed ha come presidente Paulo José da Silva. La sua selezione non ha mai vinto il Brasileiro de Seleções de Futsal, e non è mai giunta sul podio della medesima competizione. Come migliori piazzamenti ha un quarto posto nel 1976 al Brasileiro de Seleções Juvenil de Futsal ed un terzo posto nell'ultimo Brasileiro de Seleções Sub-15 de Futsal svoltosi nel 2006.